# Sunshine (песня Давида Гетта)
«Sunshine» — песня французского диджея Давида Гетта при участии шведского диджея Avicii с его пятого студийного альбома Nothing but the Beat (2011).

## Композиция
«Sunshine» — прогрессивная хаус-песня, написанная в тональности до # минор. Она повторяет последовательность аккордов C # m / B / E-A / B / C # и исполняется со скоростью 128 ударов в минуту.

## Список композиций
| №  | Название   | Длительность |
| -- | ---------- | ------------ |
| 1. | «Sunshine» | 6:01         |

## Участники записи
- Давид Гетта — написание песни, продюсирование, микширование
- Тим Берглинг (Avicii)- написание песни, продюсирование, микширование
- Джорджио Туинфорт — написание песни, продюсирование[1]

## Чарты
| Чарт (2011—2012)           | Позиция |
| -------------------------- | ------- |
| Швеция (Sverigetopplistan) | 59      |